# Landvinding
Landvinding er en måde at øge mængden af frugtbar jord. Normalt vil det dreje sig om inddæmning og tørlægning af havbund, men det kan også gå ud på at tilplante hede, bygge slikgårde med faskiner, afvande enge og moser, lægge ekstensivt dyrket jord under intensiv dyrkning eller at jævne ellers udyrkelige skråninger.
Landvinding finder naturligt sted på tilgroningskyster som marsklandet, hvor mennesker også griber ind ved at grøfte og bygge diger. Andre steder, hvor et lavvandet område findes egnet til indvinding, bygges dæmninger, vandet pumpes ud, der drænes, og efterhånden kan den tidligere havbund opdyrkes.
Lammefjordsområdet på Sjælland, områder langs Limfjorden og den vestlige del af Amager er eksempler på landvinding i Danmark. I Holland er der gennem årene gennemført et enormt landvindingsprojekt ved tørlægningen af den tidligere Zuiderzee.